# Hilton Head Island
Hilton Head Island – miasto w Stanach Zjednoczonych, w stanie Karolina Południowa, w hrabstwie Beaufort. Zajmuje całą wyspę Hilton Head. Znany ośrodek turystyczny z 19 kilometrami plaż. 

## Sport
W mieście rozgrywany jest kobiecy turniej tenisowy, pod nazwą The Shipyard Cup a Women's $15,000 Event, zaliczany do rangi ITF, z pulą nagród 15 000 $.